# Anastylose

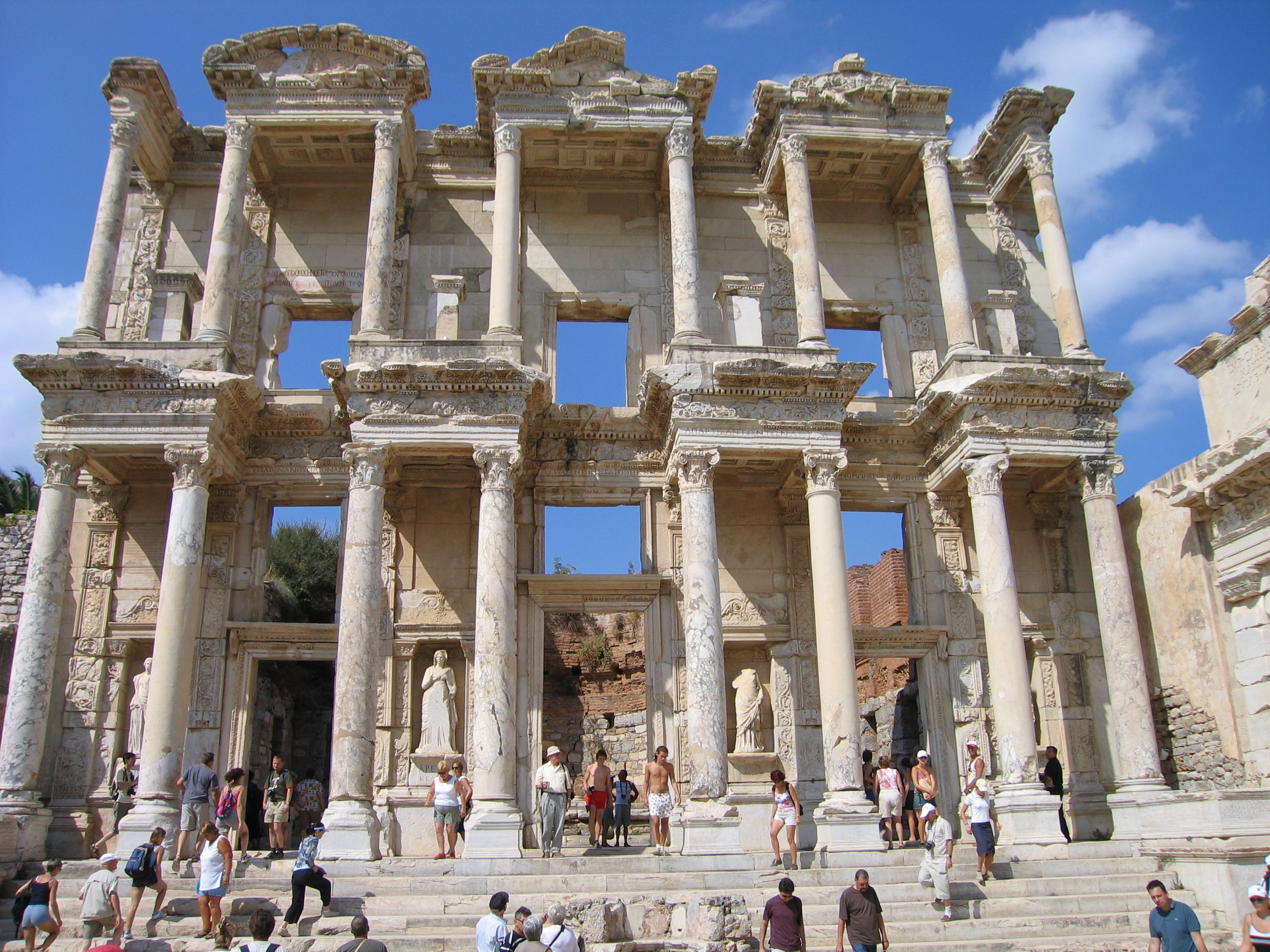
Bibliothèque de Celsus à Éphèse en Turquie, anastylose menée de 1970 à 1978.

L’anastylose (du grec ancien αναστήλωσις, composé de ανα : « de nouveau » et στηλόω : « ériger ») est un terme archéologique qui désigne la technique de reconstruction d'un monument en ruines grâce à l'étude méthodique de l'ajustement des différents éléments qui composent son architecture. La reconstruction est faite en utilisant les fragments trouvés sur place avec des matériaux modernes, de couleur et de qualités différentes, de sorte que l'on puisse distinguer à l’œil nu l'ancien du moderne et préserver les pierres antiques de l'altération (par exemple en utilisant des matériaux légers).
Cette technique doit être appliquée avec précautions parce qu'elle s'appuie sur des hypothèses. L'anastylose obéit au principe de réversibilité, c'est-à-dire qu'on puisse démonter la reconstitution en cas d'erreur.

## Description
Il peut aussi s’agir d’éléments reconstitués en matériaux contemporains pour présenter un détail de construction donnant l’échelle d’un édifice, comme cela a été le cas pour l'anastylose du site de Glanum à Saint-Rémy-de-Provence, Bouches-du-Rhône (reconstitution de la partie frontale et sud-est du plus petit des temples géminés). Si l’anastylose est assez souvent possible pour les monuments antiques en grand appareil, où chaque bloc avait une place définie, il est beaucoup plus difficile à réaliser pour des monuments aux pierres interchangeables comme les édifices médiévaux. L’anastylose partielle de ceux-ci n’est possible que pour les parties trouvées en connexion (généralement en fouilles).
Quand des éléments sont manquants, on peut avoir recours à des ajouts d'éléments modernes (ciment, plâtre, résine…).
La prudence est cependant de mise pour retenir la solution de l'anastylose, et dans tous les cas le choix de cette technique doit être précédé d'une étude scientifique préalable collégiale. En effet elle pose un certain nombre de questions :
- quelque rigoureuse que soit l'étude préalable à l'anastylose, une erreur d'interprétation peut mener à reconstituer le monument d'une manière erronée ;
- les dégâts éventuels (souvent minimes) que peuvent subir les éléments durant l'assemblage ;
- l'anastylose peut hypothéquer, voire empêcher, un développement ultérieur des fouilles ;
- un même élément ou un même emplacement peuvent avoir été utilisés pour différents monuments à différentes périodes.

## Sites et monuments restaurés
L'un des premiers sites à avoir été restauré grâce à la technique de l'anastylose est le trésor des Athéniens, dans le sanctuaire oraculaire panhellénique d'Apollon Pythien à Delphes, par l'École française d'Athènes, à partir de 1901.
Exemples d'anastylose :
- à grande échelle sur de nombreux monuments du site d'Angkor au Cambodge (comme le temple khmer de Banteay Srei, dès 1931), à l'initiative de l'École française d'Extrême-Orient, et d'Henri Marchal, à l'exception du temple de Ta Prohm, laissé en l'état ;
- la reconstruction des temples dans la zone noyée par l'érection du barrage d'Assouan, en Égypte ;
- la restauration du complexe funéraire du roi Djéser par Jean-Philippe Lauer (Saqqarah), en Égypte ;
- la chapelle rouge (Karnak) ;
- le mur de scène du théâtre antique de Sabratha par Giacomo Guidi (1932-1937) ;
- le stoa d'Attale sur l'agora grecque d'Athènes, par l'École américaine d'archéologie d'Athènes[2], (1952-1956) ;
- le stûpa de Borobudur en Indonésie ;
- le palais crétois de Cnossos par l'archéologue Arthur John Evans ;
- la grande colonne du frigidarium des thermes d'Antonin ;
- le site khmer de Vat Phou[3], dans le sud du Laos (province de Champasak) ;
- les monuments de l'Acropole d'Athènes, à la suite du tremblement de terre de mai 1893, par l'archéologue Nikolaos Balanos ;
- le lion d'Amphipolis (dont on suppose qu'il se trouvait sur la colline Kasta), près du site du tombeau d'Amphipolis, Grèce. Monument reconstruit de 1932 à 1937, avec la participation de l'École française d'Athènes ;
- la chapelle de Thoutmôsis III, au musée en plein air de Karnak en Égypte, travaux débutés en 1995, avec la participation du Centre franco-égyptien d'étude des temples de Karnak[4] ;
- le Netjery-Menou, au Musée en plein air de Karnak en Égypte, travaux débutés en 2009, avec la participation du Centre franco-égyptien d'étude des temples de Karnak[5] ;
- les tribunes-jubés romanes de Cuxa et de Serrabona dans les Pyrénées-Orientales du XIIe siècle de 2011 à 2014[6].

Sites et monuments restaurés par la technique de l'anastylose
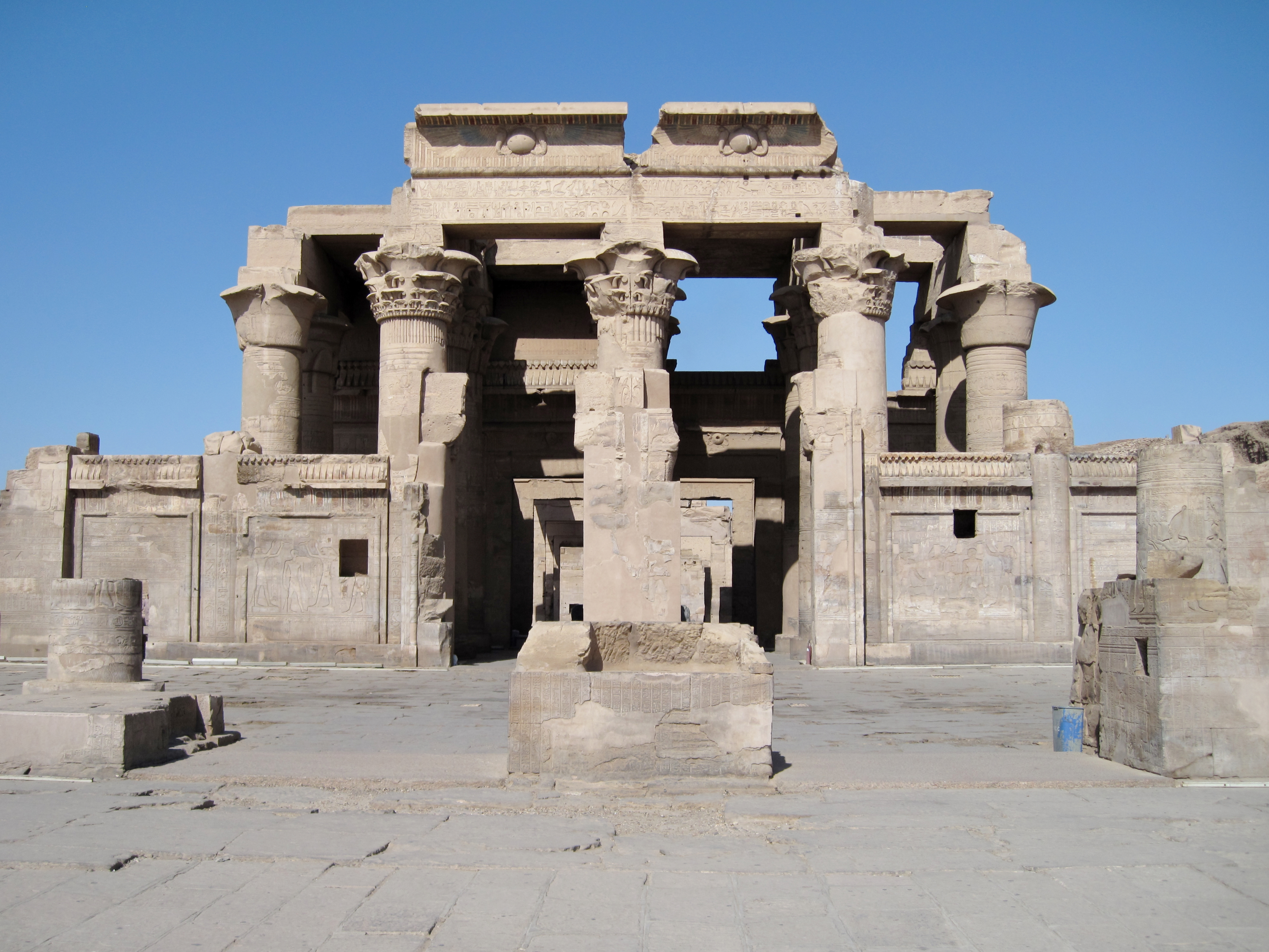
Temple de Sobek et Haroëris, à Kôm Ombo, en Égypte.
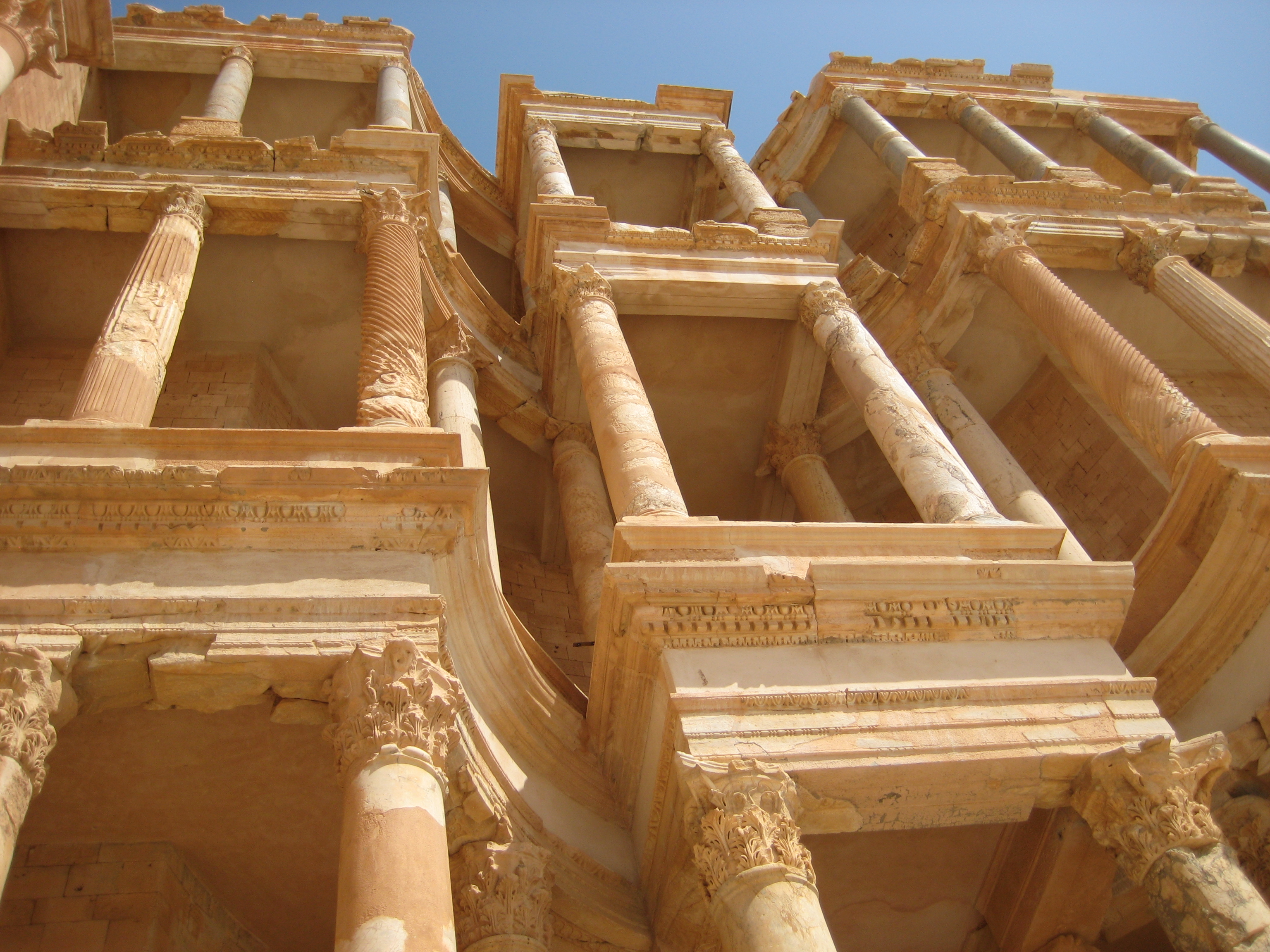
Trois niveaux de colonnes du mur de scène du théâtre antique de Sabratha, Libye.
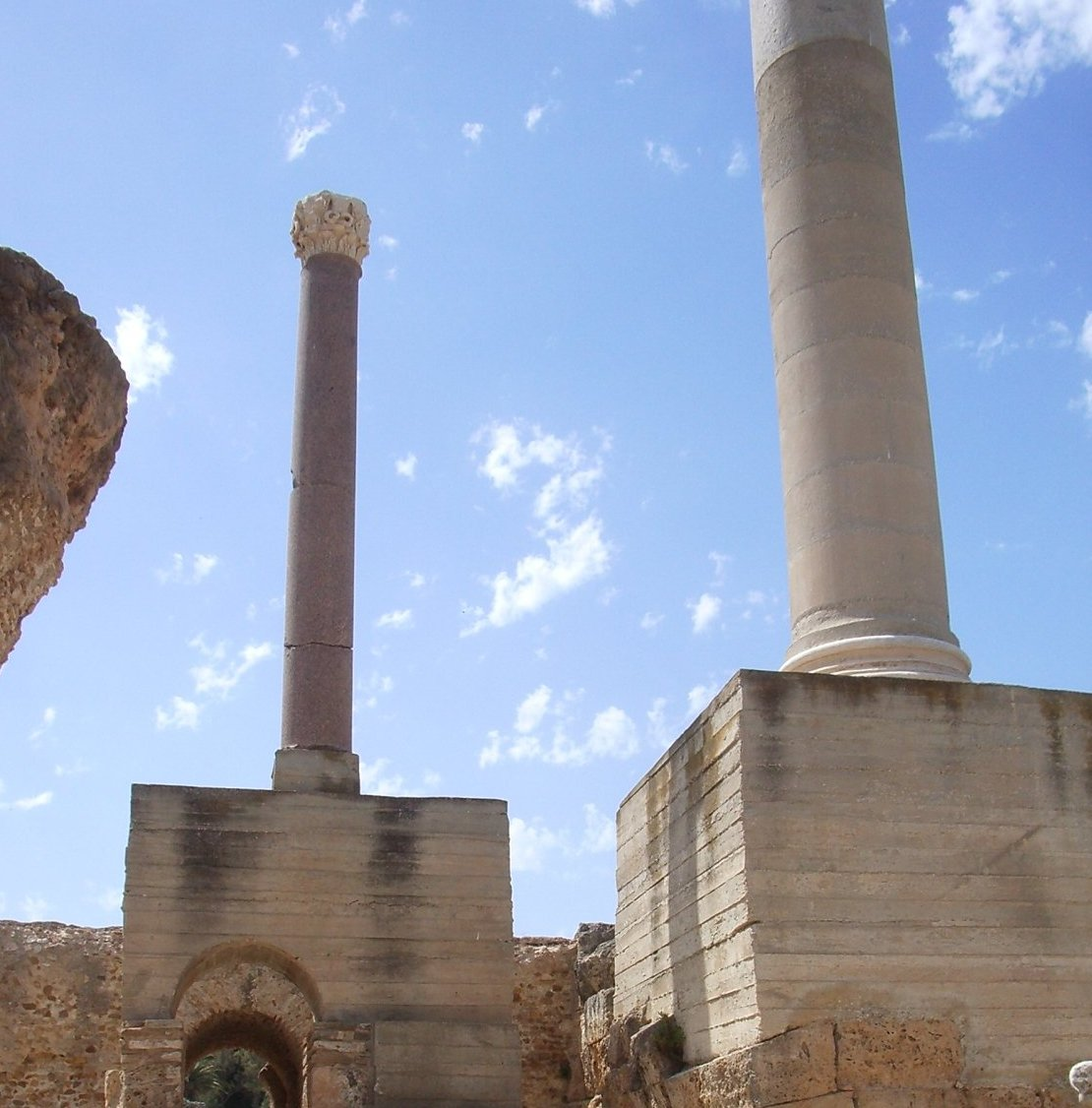
Colonnes des Thermes d'Antonin après anastylose.
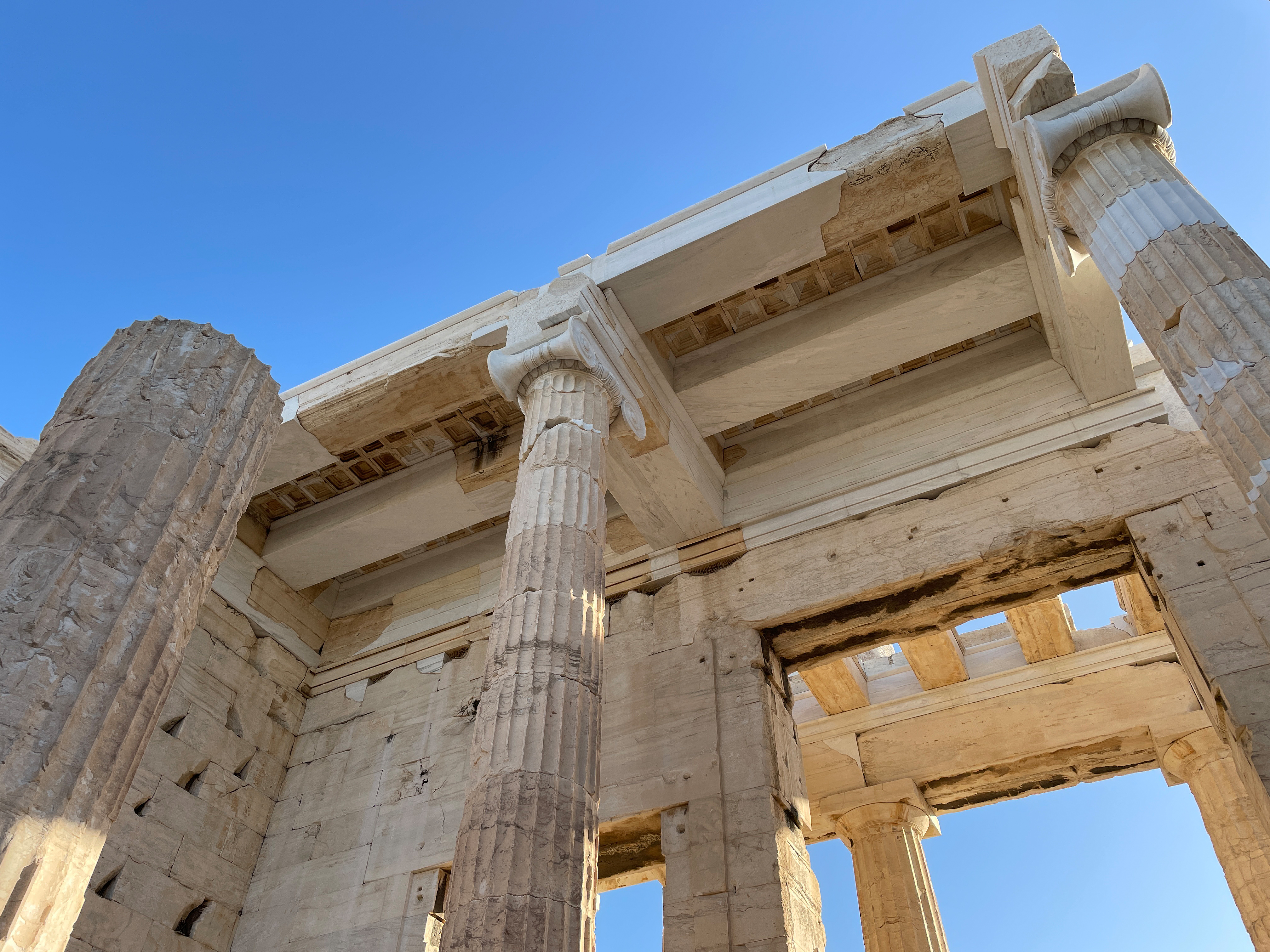
Anastylose clairement visible sur les chapiteaux ioniens et l'architrave des Propylées de l'Acropole d'Athènes.
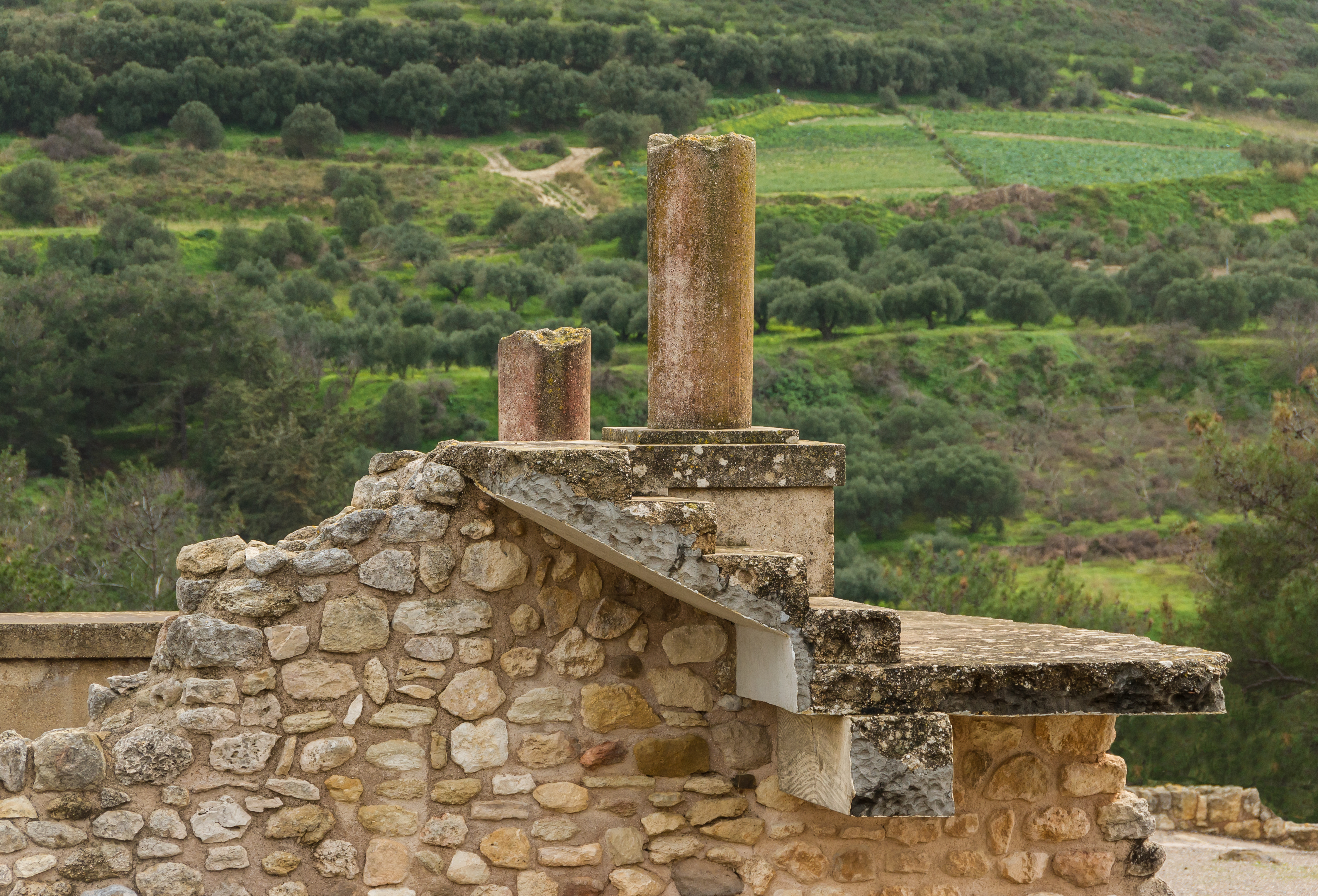
Anastylose au palais de Cnossos, Crète, Grèce, par Arthur John Evans. La restauration fait désormais elle-même l'objet de restaurations…
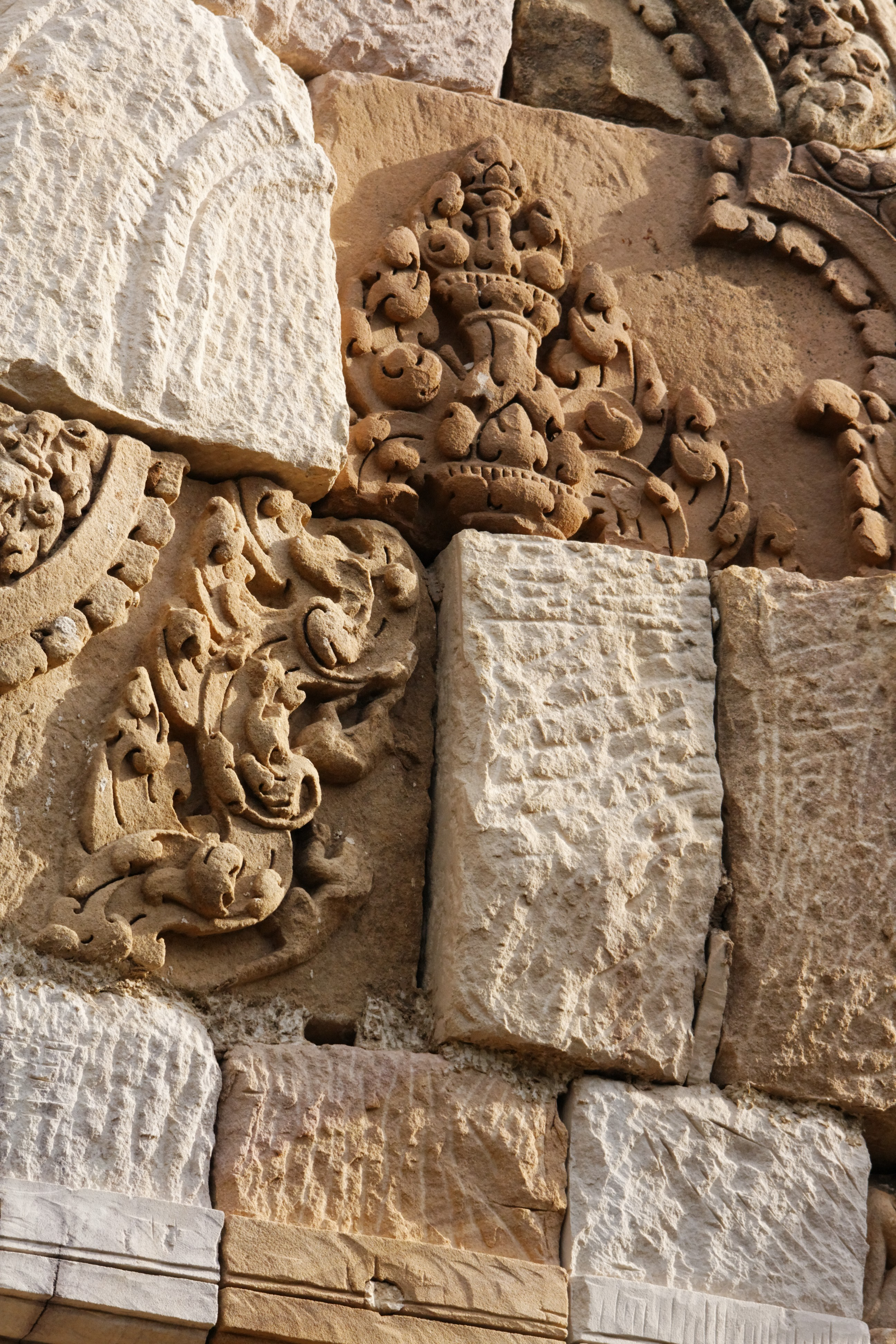
Travail d'anastylose au Prasat Sdok Kok Thom (monument khmer de Thaïlande).
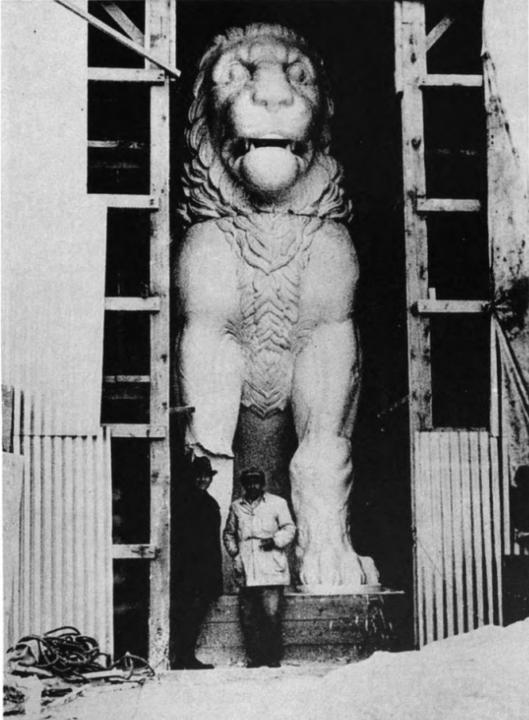
Travail d'anastylose sur le lion d'Amphipolis (modèle en plâtre du lion, en 1937).
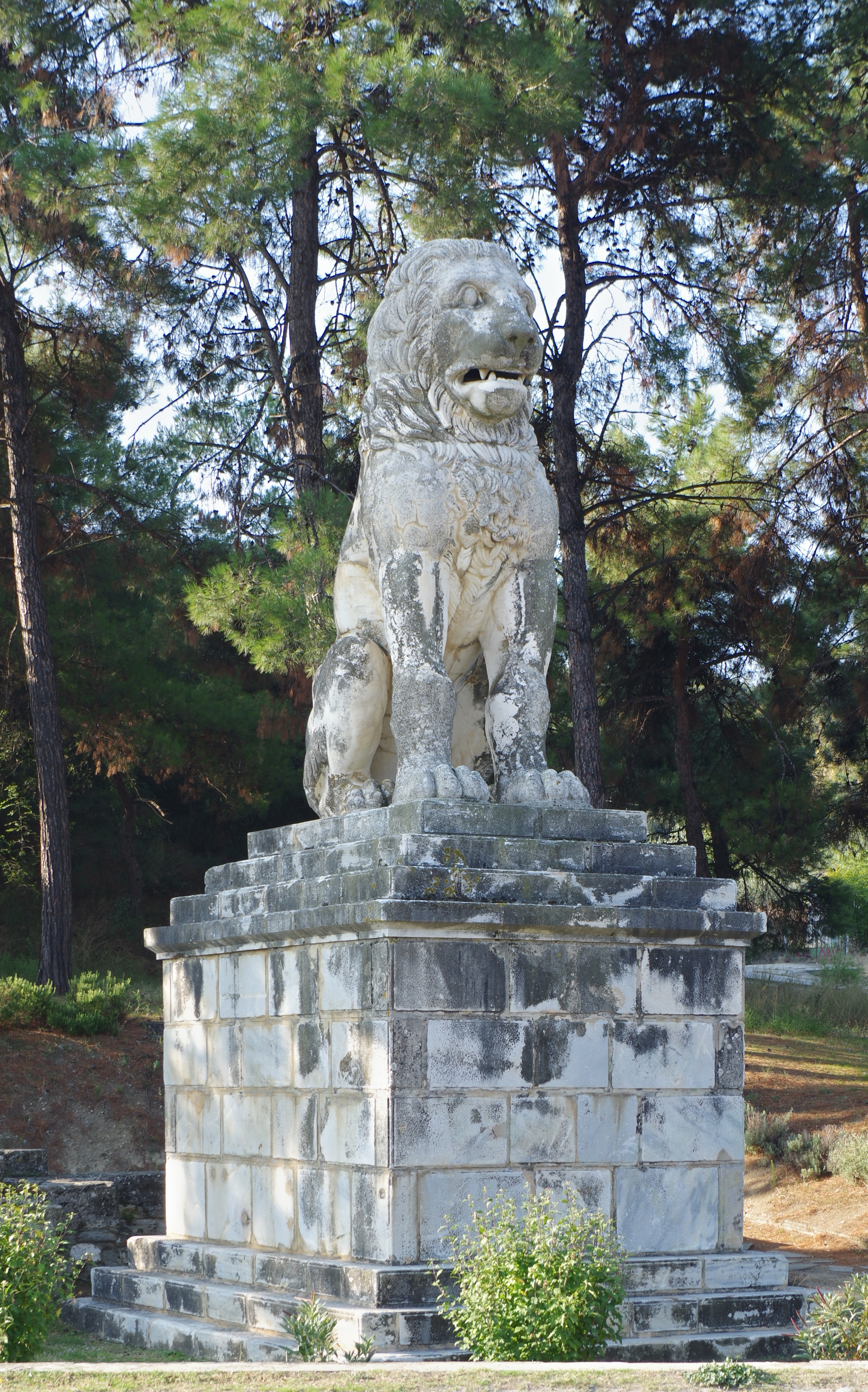
Le lion d'Amphipolis, Macédoine, Grèce, en 2002.